# Ochlerotatus hesperonotius
Ochlerotatus hesperonotius is een muggensoort uit de familie van de steekmuggen (Culicidae). De wetenschappelijke naam van de soort is voor het eerst geldig gepubliceerd in 1959 door Marks.